# Xiphinema
Xiphinema è un genere di Nematodi appartenente alla famiglia Longidoridae. Sono fitoparassiti che tendono a vivere sotto il livello del suolo e sono talvolta vettori virali. Xiphinema index può causare (mediante i microrganismi che trasmette) una malattia dell'albero della vite, mentre Xiphinema diversicaudatum può provocare (alla stessa maniera) un'infestazione degli alberi di pesco.

## Tassonomia
Esistono almeno 234 diverse specie documentate appartenenti al genere Xiphinema.